# Dassault Falcon 6X
El Dassault Falcon 6X es un avión de negocios de largo alcance desarrollado por Dassault Aviation en Francia. Su predecesor, el Falcon 5X twinjet, se presentó en 2013 y realizó su primer vuelo el 5 de julio de 2017, pero su desarrollo se paralizó porque su motor Safran Silvercrest no cumplió los objetivos de rendimiento. En diciembre de 2017, el Falcon 6X se presentó como una versión alargada con motores turbofan PW812D. El Falcon 6X realizó su primer vuelo el 10 de marzo de 2021 y entró en servicio el 30 de noviembre de 2023.
Tiene la cabina de avión de negocios más amplia construida expresamente con 2.58 metros. Su ala de 70.7 m² permite un peso máximo de 35,135 kg, una autonomía 5,500 millas náuticas (10,200 km) y una velocidad máxima de Mach 0,90.

## Desarrollo

### Falcon 5X

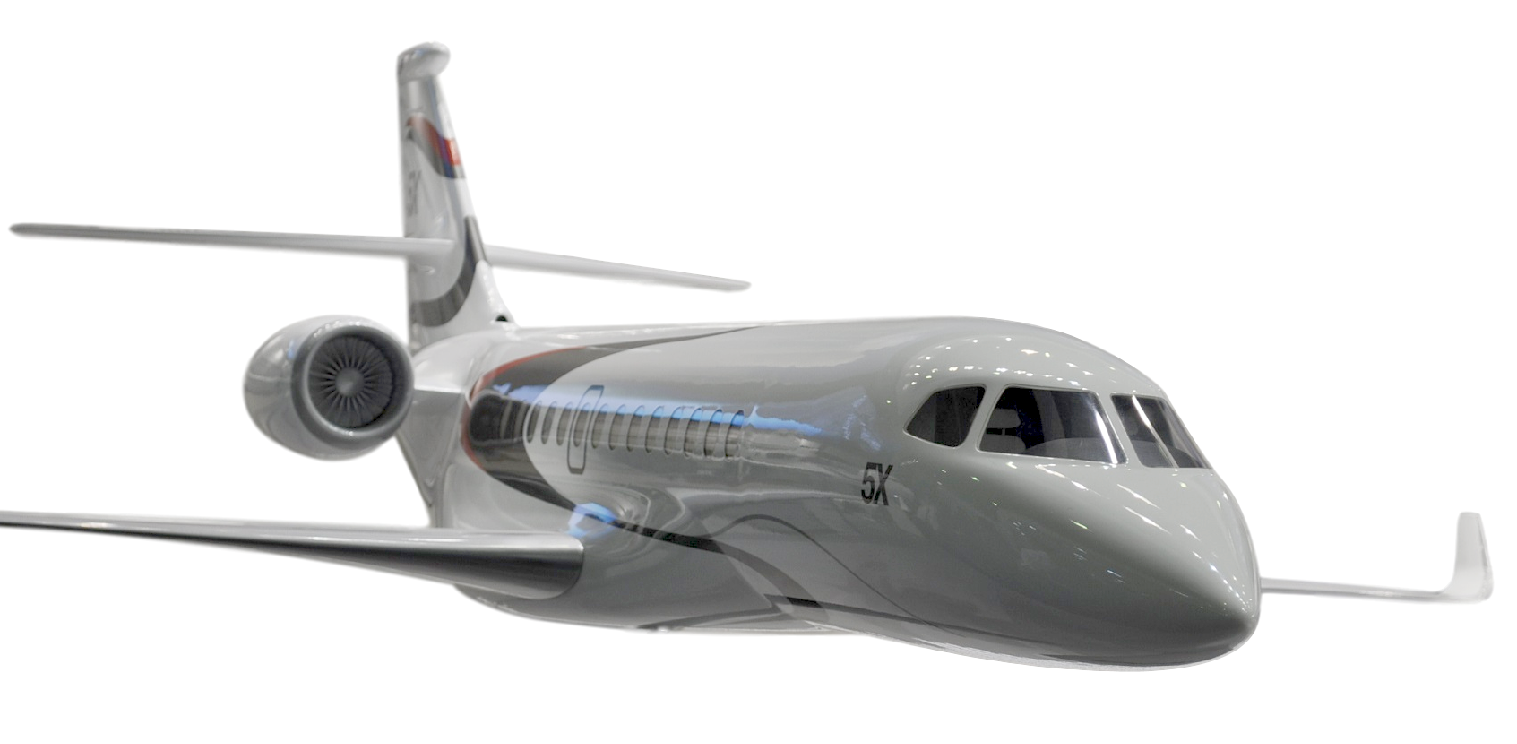
Modelo Dassault Falcon 5X en el Salón Aeronáutico de París 2015

El trabajo de diseño comenzó en el año 2006 bajo el nombre en clave SMS para súper aviones medianos, y estaba previsto para competir con el Hawker 4000, el Bombardier Challenger 300 y el Gulfstream G200 o el Embraer Legacy 600 con un alcance de 3400 nmi (6297 km). Se dieron a conocer pocos detalles, excepto que el modelo estaría propulsado por dos motores Rolls-Royce RB282.
El proyecto se paralizó después de la recesión de 2008, cuando la demanda de aviones medianos y más pequeños disminuyó drásticamente, mientras que la demanda de modelos de cabina grande y largo alcance se mantuvo. En 2009, se reevaluó el diseño y la elección del motor.
El 5X se presentó en la convención anual de la Asociación Nacional de Aviación Comercial el 21 de octubre de 2013, estaría propulsado por dos Snecma Silvercrest. Los motores Silvercrest compatibles se planearon originalmente para finales de 2013, pero problemas técnicos llevaron a Safran a posponerlos hasta finales de 2017, lo que retrasó la introducción del 5X de 2017 a 2020, y los problemas con el compresor de alta presión en el otoño de 2017 lo retrasaron aún más. con déficits de rendimiento, lo que impediría la entrada del servicio en 2020.  El 29 de enero de 2016, Dassault Aviation confirmó un retraso de dos años y una congelación de la producción del Falcon 5X debido a problemas continuos con el motor Snecma Silvercrest, el mismo motor responsable de retrasar el desarrollo del Citation Hemisphere. Como Dassault sufrió un retraso de casi tres años hasta 2020 con 12 cancelaciones en 2016, exigió una compensación a Safran por los retrasos en el motor.

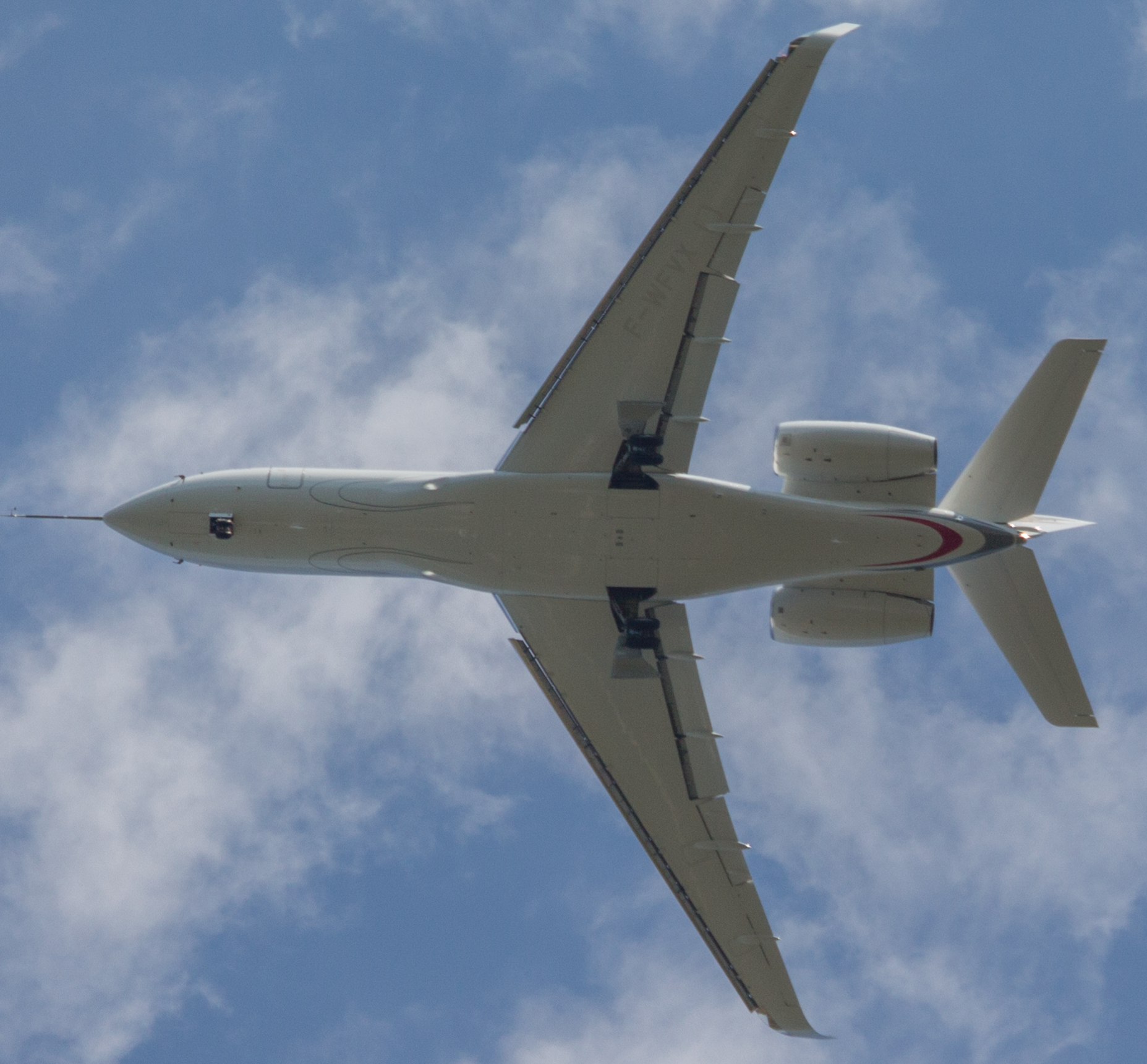
Vista en planta del vuelo inaugural del Dassault Falcon 5X

Después de pruebas en tierra en la primavera de 2017, incluido el rodaje de baja y alta velocidad, el 5X realizó su primer vuelo desde el aeropuerto de Burdeos-Mérignac con una versión preliminar de los motores el 5 de julio de 2017.  Las pruebas de vuelo preliminares tenían como objetivo agilizar el programa de desarrollo, lo que llevaría a pruebas de vuelo completas en 2018. Ese programa estaba previsto volar con motores certificables para la validación de vuelo y la certificación de tipo, "limitando al máximo las consecuencias del retraso de cuatro años en el desarrollo del motor".  Luego estaba previsto que entrara en servicio en 2020.
En octubre de 2017, el prototipo había completado 50 horas de vuelo, probando el rendimiento del sistema y las cualidades básicas de manejo. Dassault luego anunció que la introducción del servicio del avión podría retrasarse aún más después de que Safran descubriera problemas de respuesta del compresor de alta presión a grandes altitudes y bajas velocidades en su banco de pruebas de vuelo en San Antonio. Dassault no descartó cambiar de proveedor de motores en ese momento. El prototipo alcanzó Mach 0,8 y 41.000 pies

### Falcon 6X
El 13 de diciembre de 2017, Dassault abandonó a Silvercrest debido a riesgos técnicos y de cronograma, poniendo fin al desarrollo 5X. En su lugar, la compañía lanzó un nuevo modelo Falcon con la misma sección transversal del fuselaje, motores Pratt & Whitney Canada y 5,500 millas náuticas (10,200 km) de alcance, previsto para su introducción en 2022.  El nuevo avión utilizaba Pratt & Whitney Canada PW800, que ya impulsaba al Gulfstream G500/G600.
El diseño se dio a conocer en febrero de 2018, se pronosticaba que realizaría su primer vuelo a principios de 2021 y comenzaría las entregas en 2022.  Dassault esperaba lanzar una variante más grande y de mayor alcance del 6X, para competir con los 7.700 nm (14.300 km) de alcance Bombardier Global 7500 y 7.500 nm (13.890km) del Gulfstream G650ER. El 6 de septiembre de 2018, Dassault Aviation y Safran pusieron fin a su disputa con 280 millones de dólares en concepto de indemnización compensatoria pagada por Safran a Dassault.  En 2018, Dassault comenzó la construcción del ala inferior y las partes traseras del fuselaje.
En febrero de 2019, los motores PW812D del 6X habían acumulado 120 horas de pruebas de vuelo. En mayo de 2019, el diseño estaba congelado, los motores tenían 1000 h de tiempo de prueba y se esperaba el montaje en 2020 para un programa en pista. En octubre de 2019, las secciones delantera, principal y trasera del fuselaje del primer avión se completaron antes de ensamblarlas y unirlas con el ala a principios de 2020.
El Falcon 6X se lanzó el 8 de diciembre de 2020.  El vuelo inicial fue el 10 de marzo de 2021.  El 30 de noviembre de 2021, Transport Canada emitió un certificado de tipo para el motor PW812. Se produjo después de más de 4900 horas de pruebas y permitirá que el 6X entre en servicio según lo previsto a finales de 2022.
En marzo de 2022, Dassault había completado las pruebas en clima frío en Iqaluit, Canadá, alcanzando -37 °C (-35 °F), hacia la certificación prevista para finales de 2022, ya que la flota de prueba había acumulado 650 horas de vuelo en 220 salidas. En mayo de 2022, como los tres aviones de prueba registraron 850 horas, la entrada en servicio se retrasó hasta mediados de 2023 debido a la crisis de la cadena de suministro tras el Covid-19 y la guerra en Ucrania. En 2023, su precio equipado era de 53,8 millones de dólares.
El 6X recibió los certificados de tipo de la Administración Federal de Aviación y de la Agencia de Seguridad Aérea de la Unión Europea en agosto de 2023. El 6X entró en servicio el 30 de noviembre de 2023.

## Diseño

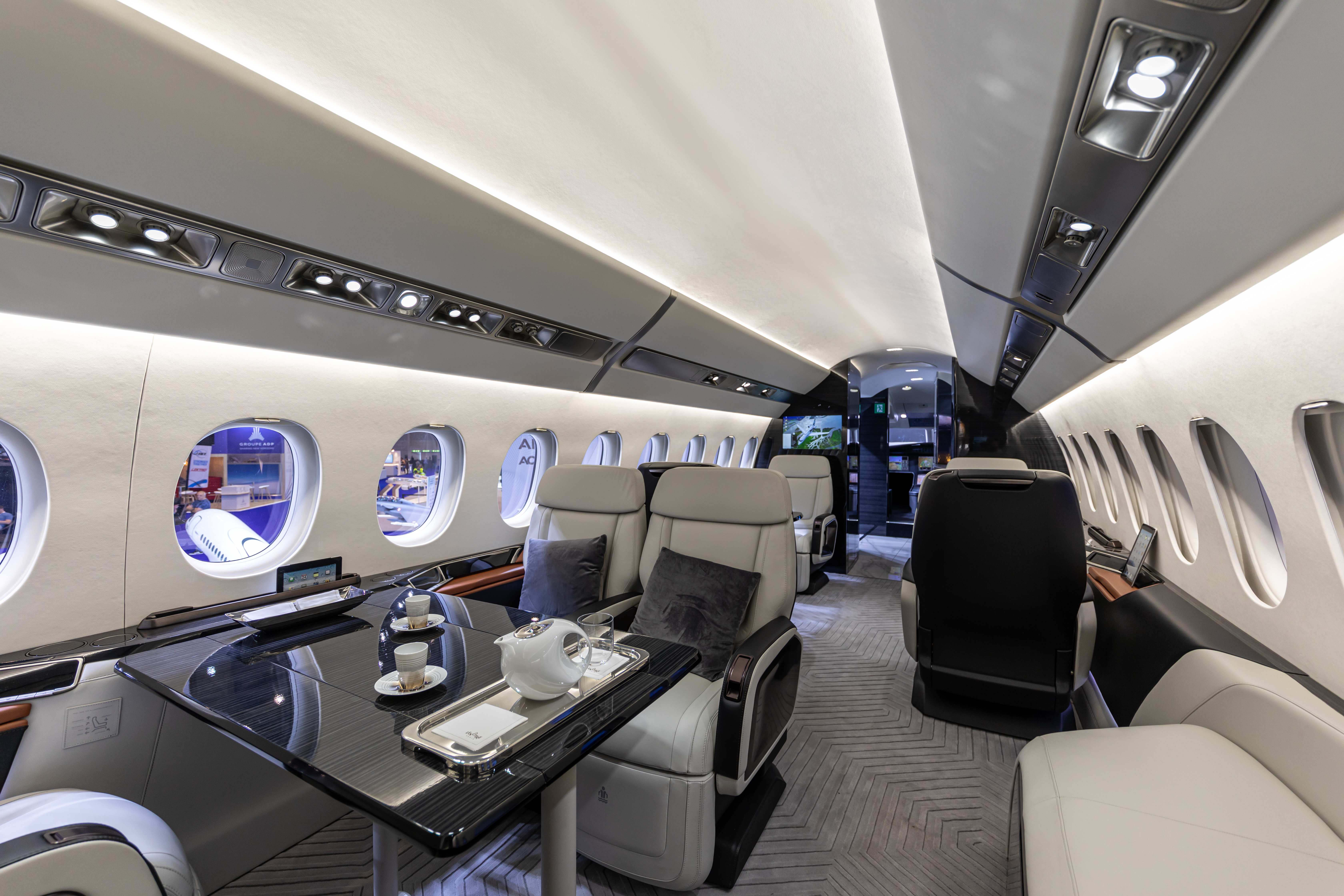
Maqueta de la cabina del Falcon 6X

El Falcon 6X se basa en gran medida en la aerodinámica y los sistemas del Falcon 5X, validados durante su programa de prueba de vuelo preliminar, pero está optimizado para aprovechar su 58–62 kN (13.000-14.000 lbf) Motores PW812D para una cabina más larga y un mayor 5,500 millas náuticas (10,200 km) de autonomía, una velocidad máxima de Mach 0,90 y una velocidad de crucero de Mach 0,85. Su cabina es 12.3 metros de largo, es 1.98 metro alto en 2.58 metro de ancho y tiene capacidad para 16 pasajeros en tres zonas con 29 ventanas, incluido un tragaluz en la cocina. 
Una extensión del fuselaje delantero hace que su cabina sea 51 centímetros más larga. El Falcon 6X refuerza las alas del 5X de 70.7 m²   y mantiene su sistema de control de vuelo digital y la cabina de vuelo Honeywell Primus Epic EASy III. Los nuevos ventiladores del motor tienen un diámetro de 110 centímetros, 15 centímetros más estrecho que el Gulfstream, con cuatro etapas de turbina de baja presión en lugar de cinco, el peso del motor se reduce en 91 kilos. Su peso en vacío aumenta en 1,030 kg o un 5,7%, de 18.1 to 19.2 t, debido a motores, sistema de combustible y refuerzos estructurales más pesados. El Falcon 6X será el primer avión de Dassault con un sistema de inertización de nitrógeno.

## Especificaciones
| Modelo                   | Falcon 5X                   | Falcon 6X                   |
| ------------------------ | --------------------------- | --------------------------- |
| Tripulación              | 2                           | 2                           |
| Pasajeros                | 16                          | 16                          |
| Longitud                 | 25,2 m (83 ft)              | 25,68m (84,3 ft)            |
| Altura                   | 7,5 m (25 ft)               | 7,47 m (24,5 ft)            |
| Envergadura              | 25,9 m (85 ft)              | 25,94 m (85,1 ft)           |
| Área de las alas         | 72,4 m² (779 ft2)           | 70,7 m² (761 ft2)           |
| Alargamiento alar        | 9,27                        | 9,52                        |
| Peso máximo al despegue  | 31.750 kg (69.000 Ib)       | 35.135 kg (77,459 Ib)       |
| Peso en vacío            | 18.144 kg (40.000 Ib)       | 19.170 kg (42.270 Ib)       |
| Capacidad de combustible |                             | 15.325 kg (33.786 Ib)       |
| Motores                  | 2 × Snecma Silvercrest      | 2 × P&WC PW812D             |
| Empuje                   | 2 × 50.9 kN (11.450 Ibf)    | 2 × 59.9 kN (13,460 Ibf)    |
| Velocidad máxima         | Mach 0.9 (516 kn; 956 km/h) | Mach 0.9 (516 kn; 956 km/h) |
| Velocidad de crucero     |                             | Mach 0.8 (459 kn; 850 km/h) |
| Techo máximo             | 51.000 ft (15.545 m)        | 51.000 ft (15.545 m)        |
| Rango                    | 5.200 nmi (9.600 km)        | 5.500 nmi (10.200 km)       |
| Despegue equilibrado     |                             | 1.670 m (5.480 ft)          |
| Aterrizaje               |                             | 760 m (3.490 ft)            |